# Qin Shi Huang
Qin Shi Huang (en chino, 秦始皇; pinyin, Qín Shǐhuáng; Handan, Estado Qin, febrero de 259 a. C.-Shaqiu, Imperio Qin, agosto de 210 a. C.), de nombre propio Zheng (政), fue el rey del estado chino de Qin del 247 a. C. hasta el 221 a. C. y después el primer emperador de una China unificada del 221 a. C. al 210 a. C., reinando bajo el nombre de Shǐ Huángdì (始皇帝, Primer Emperador), título creado por él mismo y que sería adoptado por futuros monarcas.
Habiendo unificado China, él y su primer ministro Li Si introdujeron una serie de importantes reformas con el objetivo de reforzar la reciente unificación y llevaron a cabo hercúleos proyectos de construcción. Durante su gobierno se creó la precursora de la actual Gran Muralla China y se construyeron los famosos Guerreros de terracota. A pesar de la gran tiranía de su mandato autocrático ―que incluyó la quema de libros y persecución de intelectuales―, Qin Shi Huang es todavía considerado como un importante fundador en la historia china. Si bien su dinastía fue breve ―colapsando poco después de su muerte―, su labor unificadora dio inicio a la China Imperial, que duraría por más de dos milenios hasta la caída de la dinastía Qing en 1912.

## Convenciones de nombres
Qin Shi Huang nació en el mes chino zheng (正), el primer mes del año según el calendario chino, es decir, entre fines de enero y mediados de febrero. Recibió el nombre propio de Zheng (政), siendo ambos caracteres utilizados de forma intercambiable en la antigua China. En aquellos tiempos, la gente no unía el nombre propio y el de la familia como es costumbre actualmente, así que es anacrónico referirse a Qin Shi Huang como Qin Zheng. El nombre propio no se usaba nunca, excepto por los parientes cercanos; por lo tanto es incorrecto también referirse a Qin Shi Huang como príncipe Zheng o rey Zheng de Qin. En realidad Qin Shi Huang es una expresión en mandarín moderno que significa 'primer (shǐ) emperador (huáng) de Qín'. (en chino antiguo la expresión 秦始皇 se debió leer *Dzin Hljɯʔ Gʷaːŋ ). Como rey, se le denominaba "Rey de Qin". Si hubiera recibido un nombre póstumo después de su muerte, al igual que su padre, habría sido conocido por los historiadores como Rey NN. (nombre póstumo) de Qin, pero esto nunca sucedió.
Después de conquistar el último estado chino independiente en el 221 a. C., Qin Shi Huang se convirtió en el rey de un estado de Qin que dominaba toda China, algo que no tenía precedentes. Ansioso de mostrar que ya no era más un simple rey, como los soberanos de antaño durante el periodo de los Reinos Combatientes, creó un nuevo título, huangdi (皇帝), combinando la palabra huang (皇) que se usaba para referirse a los legendarios tres Huang (Tres augustos) que reinaron en el amanecer de la cultura china, y la palabra di (帝) que se usaba para referirse a los míticos cinco Di (soberanos) que reinaron inmediatamente después de los tres Huang. Estos tres Huang y cinco Di fueron considerados gobernantes perfectos, con inmensos poderes y largas vidas. La palabra huang también significa «grande» o «magnífico». La palabra di también se refería al dios supremo en los cielos, creador del mundo. Por lo tanto, uniendo estas dos palabras, algo que nadie había hecho antes, Qin Shi Huang creó un título a la par con su característica de unir el al parecer infinito territorio de los reinos chinos, uniendo de hecho el mundo (los antiguos chinos, al igual que los antiguos romanos, creían que su imperio comprendía el mundo casi en su totalidad).
La palabra huangdi fue traducida en la mayoría de los lenguajes occidentales como «emperador», una palabra con una larga historia que data de la época de la antigua Roma, y que los europeos consideraban superior a la palabra «rey». Qin Shi Huang abolió los nombres póstumos por los que los antiguos reyes eran conocidos tras morir y decidió adoptar el nombre de "Primer Emperador" (Shi Huangdi); su sucesor sería conocido como el Segundo Emperador (Er Shi Huangdi), el sucesor de su sucesor como tercer emperador (San Shi Huangdi), y así en adelante hasta llegar a diez mil generaciones.
El nombre oficial de la China unificada era aún "Estado de Qin", habiendo asimilado Qin al resto de Estados. El nombre de "China" (中華 o 中國) nunca se usó oficialmente para el país de China hasta 1912, cuando se fundó la República de China (中華民國). Los contemporáneos de la época llamaban al emperador únicamente como "Primer Emperador". Sin embargo, su régimen se derrumbó poco después de su muerte y China fue asediada por una guerra civil. Más tarde, en el 202 a. C., la dinastía Han se las arregló para unificar China nuevamente. Qin Shi Huang no podía ser llamado más tiempo el Primer Emperador, ya que esto implicaría que era el primer emperador del Estado de Han. Comenzó entonces el hábito de preceder su nombre con Qin (秦), que no se refiere ya más al estado de Qin, sino a la dinastía Qin. La palabra huangdi (emperador) en su nombre, fue acortada por huang, llegando así al nombre moderno de Qin Shi Huang. Quizá huangdi fue acortado para obtener un nombre de tres ideogramas, puesto que raramente se utilizan nombres de cuatro o más ideogramas.
Este nombre, Qin Shi Huang (es decir, Primer Emperador de la dinastía Qin) es el nombre que aparece en las Memorias históricas escritos por Sima Qian. Y es el nombre que se prefiere en China cuando se hace referencia al Primer Emperador. Los occidentales ocasionalmente escriben Qin Shi Huangdi, que ignora las convenciones chinas en los nombres a favor del uso original del término con el que fue concebido por el propio "Primer Emperador".

## Juventud y rey de Qin: el conquistador

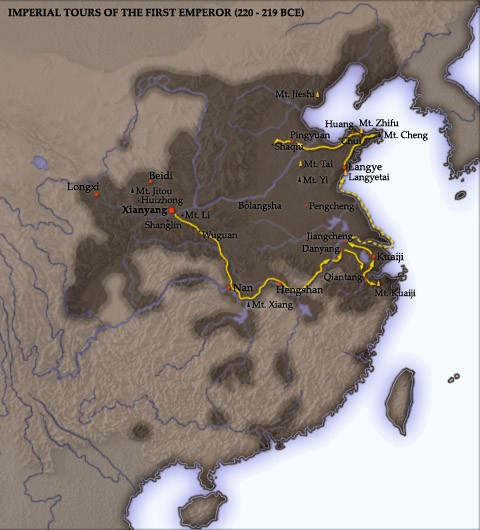
Viajes imperiales de Qin Shi Huang.

En el momento del nacimiento del joven Zheng, China se encontraba dividida entre estados feudales en guerra. Este periodo de la historia China es referido como el periodo de los Reinos Combatientes. La rivalidad entre ellos era intensa, y por el 260 a. C. solamente quedaban unos pocos de ellos (habiendo sido el resto conquistado y anexionado a los vencedores), pero el estado de Zheng, Qin, era el más poderoso. Era gobernado bajo la filosofía legalista y se centró desde sus comienzos en los asuntos militares.
Zheng nació en Handan (邯鄲), la capital del estado enemigo del Estado Zhao. Era hijo de Zichu, un príncipe de la casa real de Qin que fue rehén en el estado de Zhao por un acuerdo entre los estados de Qin y Zhao. Zichu posteriormente volvió al estado de Qin después de varias aventuras con la ayuda de un rico mercader llamado Lü Buwei, y se las arregló para ascender al trono de Qin, convirtiéndose Lü Buwei en canciller (primer ministro) de Qin. Zichu es conocido póstumamente como el rey Zhuangxiang de Qin. Según una historia muy difundida, Zheng no era realmente el hijo de Zichu, sino el hijo del mercader Lü Buwei. Esta historia surgió porque la madre de Zheng había sido originalmente una concubina de Lü Buwei, antes de que este se la diera a su buen amigo Zichu, poco antes del nacimiento de Zheng. Sin embargo, la historia es dudosa ya que los confucianos habrían encontrado más fácil denunciar a un gobernante cuyo nacimiento fuera ilegítimo.
Zheng ascendió al trono en el 247 a. C., con doce y medio de edad, y fue rey bajo un regente hasta el 238 a. C. cuando a los veiuntiuno y medio de edad planificó un golpe en el palacio y tomó todo el poder. Continuó la tradición de atacar de forma tenaz y defender los estados feudales (esquivando el famoso intento de asesinato del rey Jing Ke durante ese tiempo), y finalmente tomando el control de toda China en el 221 a. C., derrotando al último estado chino independiente, el Estado Qi. Entonces, en ese mismo año, a la edad de 38, el rey de Qin se proclamó primer emperador.

## Primer emperador: el unificador
Para evitar el caos del periodo de los estados guerreros, Qin Shi Huang y su primer ministro Li Si abolieron completamente el feudalismo. Lo que hicieron fue dividir el imperio en 36 provincias dirigidas cada una por tres gobernadores, uno civil, otro militar, y un último para mediar entre estos dos. Cada uno de ellos era nombrado por el emperador y podía ser destituido por él. El gobernador civil era reasignado a una nueva provincia cada pocos años para prevenir que acumulara una base de poder. Qin Shi Huang ordenó a todos los antiguos miembros de las casas reales de los estados conquistados que se trasladaran a Xiangyang (咸陽), la capital de Qin, en lo que es la actual provincia de Shaanxi, para ser mantenidos bajo una vigilancia estrecha, y prevenir actividades rebeldes.
El emperador también desarrolló una extensa red de carreteras y canales conectando las provincias para acelerar el comercio entre ellas y para acelerar los desplazamientos militares a las provincias que opusieran resistencia. Qin Shi Huang y Li Si unificaron China económicamente mediante la estandarización de pesos y medidas, la moneda, la longitud de los ejes de los carros (tal que todo carro pudiera desplazarse sin problemas por las rutas de las nuevas carreteras), el sistema legal, etc.
Pero quizás lo más importante de todo, fue que la escritura china fue unificada. Un nuevo conjunto de caracteres fue desarrollado por Li Si, llamado de los sellos pequeños, basándose en el conjunto de caracteres usados en el estado de Qin, y este nuevo conjunto fue hecho obligatorio, deshaciéndose por lo tanto de todos los sistemas de escrituras locales y de los caracteres que existían en varios estados chinos. Los edictos escritos con este nuevo conjunto de caracteres fueron tallados en los muros de montañas sagradas por toda China, como los famosos edictos que se encuentran en el monte Tai, para hacer saber al Cielo de la unificación de la tierra bajo un emperador, y también para propagar el nuevo conjunto de caracteres entre el pueblo.

## Muerte y consecuencias

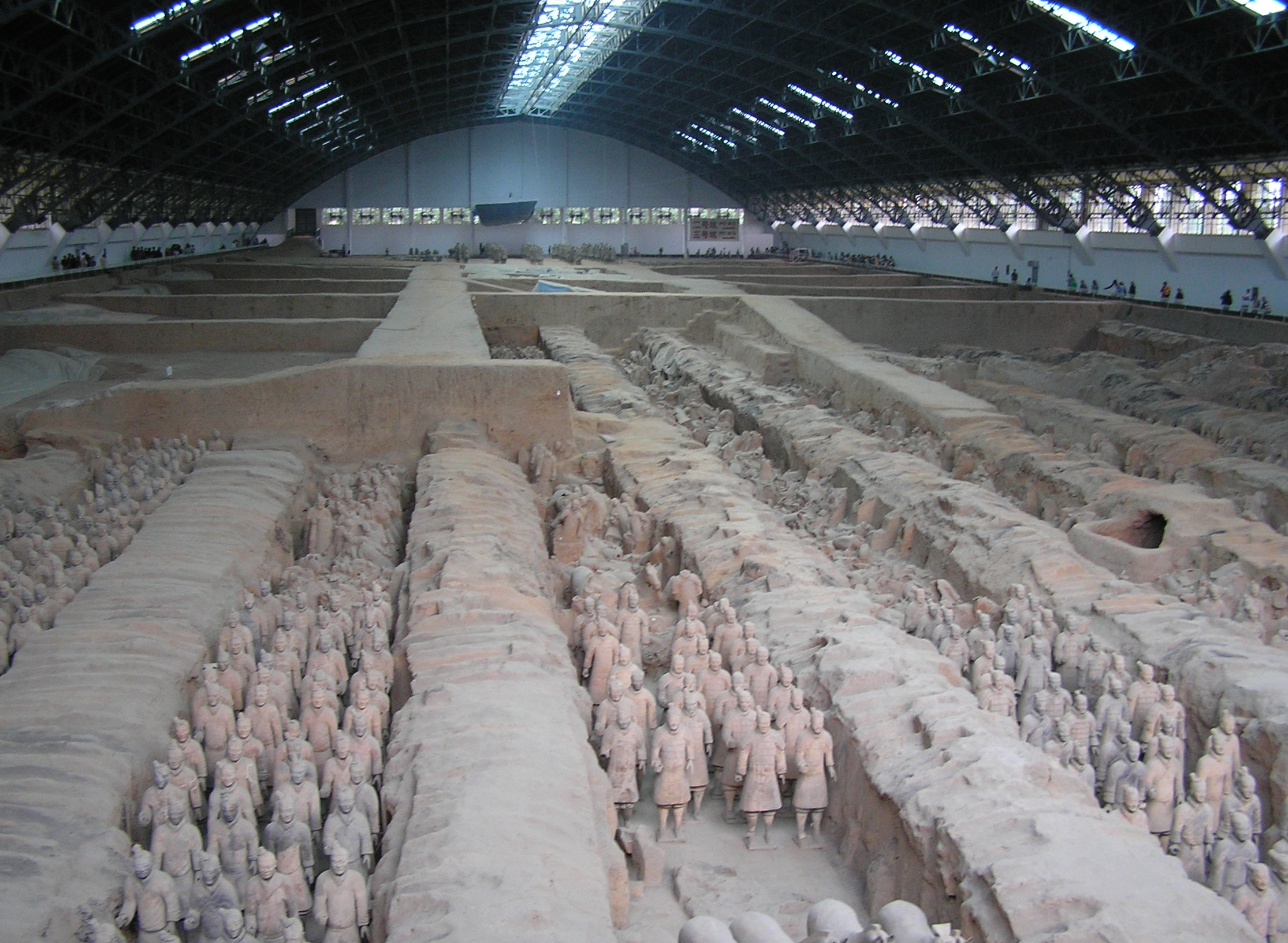
Mausoleo de Qin Shi Huang en Xi'an.

El emperador murió mientras se encontraba haciendo un viaje por la China oriental, en busca de las legendarias islas de los inmortales (más allá de la costa este) y el secreto de la vida eterna. Su muerte ocurrió en el año 210 a. C. en el palacio de la prefectura de Shaqiu. Se cree que murió tras haber ingerido una mezcla de jade y mercurio recetada por los alquimistas de la Dinastía Qin (causándole un fallo hepático y muerte cerebral), pócima que pretendía darle su ansiada inmortalidad. El primer ministro, Li Si, que lo acompañaba, estaba gravemente preocupado de que las noticias de su muerte pudieran disparar un alzamiento general en todo el imperio, dadas las políticas brutales del gobierno y el resentimiento de la población forzada a trabajar en proyectos como la gran muralla en el norte de China, o en el mausoleo del emperador. Llevaría dos meses al gobierno alcanzar la capital y no sería posible detener el levantamiento. Li Si decidió ocultar la muerte del emperador y volver a Xiangyang.
La mayor parte del elenco imperial que acompañaba al emperador no fue informado de su muerte, y cada día Li Si entraba en su diligencia, donde se suponía que viajaba el emperador, pretendiendo hacer que discutían asuntos de estado. La secretista naturaleza del emperador mientras vivía permitió que esta estratagema funcionara y que no despertara dudas entre los cortesanos. Li Si ordenó también que dos carros que contenían pescado se llevaran inmediatamente antes y después de la diligencia del emperador. La idea tras esto era evitar que la gente percibiera el nauseabundo olor proveniente de la diligencia del emperador, donde su cuerpo se estaba empezando a descomponer severamente. Finalmente, pasados dos meses, Li Si y la corte imperial estuvieron de vuelta en Xiangyang, donde se anunció la noticia de la muerte del emperador.

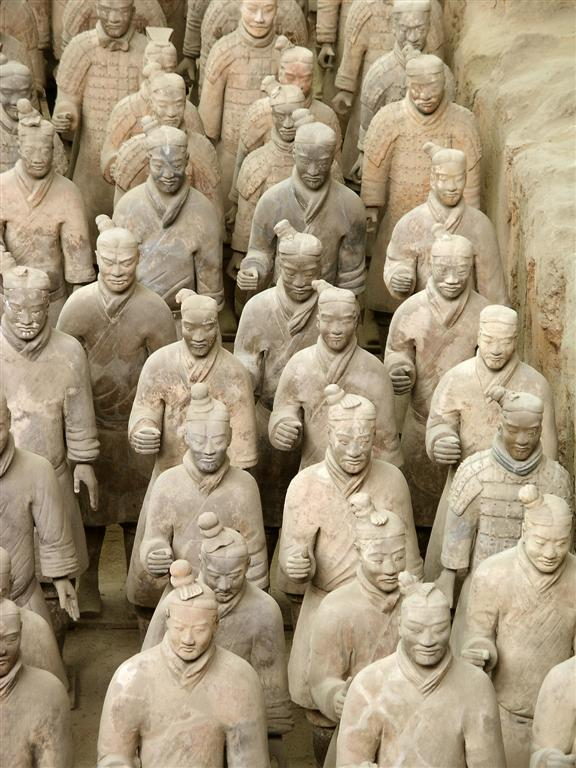
Algunos de los 8000 guerreros de terracota que custodian el mausoleo del emperador.

Qin Shi Huang no gustaba de hablar acerca de la muerte y nunca escribió realmente un testamento. Después de su muerte, Li Si y el jefe eunuco Zhao Gao persuadieron a su segundo hijo Huhai de fabricar el testamento del emperador. Obligaron a su primer hijo Fusu a suicidarse, arrebataron el mandato sobre las tropas a Meng Tian —un partidario leal de Fusu— y mataron también a la familia de Meng. Huhai se convirtió en el segundo emperador (Er Shi Huangdi), conocido por los historiadores como Qin Er Shi.
Qin Shi Huang fue enterrado en su mausoleo, con los famosos Guerreros de terracota, cercano a la moderna Xi'an (Provincia de Shaanxi), pero su cámara funeraria aún tiene que ser abierta.
Qin Er Shi no fue ni de lejos tan capaz como lo fue su padre. Las revueltas rápidamente brotaron, y cuatro años después de la muerte de Qin Shi Huang, su hijo estaba muerto, el palacio imperial y los archivos estatales quemados, y la dinastía Qin acabada.
La siguiente dinastía china, la dinastía Han, rechazó el legalismo en favor del Confucianismo y moderó las leyes, pero mantuvo las reformas políticas y económicas básicas de Qin Shi Huang intactas. De esta manera su esfuerzo fue continuado a lo largo de los siglos y se convirtió en un rasgo característico de la sociedad china.

## En la historiografía
En la historiografía china tradicional, casi siempre se retrataba al primer Emperador como un tirano brutal, supersticioso (resultado de su interés en la inmortalidad y en su obsesión por su posible asesinato) y de vez en cuando como un gobernante mediocre. Los prejuicios ideológicos contra el estado legalista de Qin empezaron en una fecha tan temprana como el 266 a. C., cuando el filósofo confuciano Xun Zi lo comparó a las tribus bárbaras y escribió "Qin tiene el corazón de un tigre o un lobo... [y es] avaricioso, perverso, ansioso de beneficios, y sin sinceridad."
Posteriormente, los historiadores confucianos condenaron al emperador que había quemado los clásicos y enterrado vivos a estudiosos confucianos. Incluso compilaron la lista de los "Diez crímenes de Qin" para destacar sus acciones tiránicas. El famoso poeta y hombre de estado de la época Han, Jia Yi, concluyó su ensayo Las faltas de Qin con lo que se iba a convertir en el juicio habitual confuciano de las razones del colapso de Qin. El ensayo de Jia Yi, admirado como una obra maestra de la retórica y el razonamiento, fue copiado dentro de dos historias Han y ha tenido una influencia de un gran alcance en el pensamiento político chino como una ilustración clásica de la teoría confuciana. Explicó la suprema debilidad de Qin como resultado de la despiadada búsqueda de poder como gobernante, el mismo factor que le había hecho tan poderoso; porque como Confucio había enseñado, la fuerza de un gobierno está basada en última instancia en el apoyo del pueblo y la dirección virtuosa del gobernante.
A causa de este sistemático prejuicio confuciano por parte de los estudiosos en la época Han, muchas de las historias conservadas acerca de Qin Shi Huang son de dudoso valor histórico y muchas fueron inventadas para destacar sus rasgos negativos.
Por ejemplo, la acusación de que hizo ejecutar a 460 sabios haciéndoles ser enterrados con solo sus cabezas por encima de la superficie, y después ser decapitados, es al menos poco probable que sea completamente verdad y también es probable que el incidente fuera inventado para crear una leyenda de martirios confucianos. Hay también varias historias acerca de la ira del Cielo contra el Primer Emperador, como la historia de una piedra caída del cielo labrada con palabras de denuncia al emperador y profetizando el colapso de su imperio después de su muerte. Casi todas estas han sido desacreditadas por los modernos sinologistas como habladurías y leyendas. La mayor parte de ellas fueron elaboradas para deslustrar la imagen del Primer Emperador.
En los tiempos modernos los historiadores han sido capaces de penetrar más allá de los límites de la historiografía tradicional china. El rechazo político de la tradición confuciana como un impedimento a la entrada de China en el mundo moderno abrió el cambio para que surgieran nuevas perspectivas. En las tres décadas tras la caída de la dinastía Qing y el estallido de la Segunda Guerra Mundial, con la cada vez más profunda insatisfacción con la debilidad y falta de unidad de China, surgió una apreciación nueva del hombre que había unificado China. En el tiempo en el que escribía, cuando el territorio chino estaba siendo invadido por naciones extranjeras, el destacado historiador del Kuomintang, Xiao Yishan, enfatizó el papel de Qin Shi Huang en repeler a los bárbaros del norte, particularmente con la construcción de la Gran muralla. Otro historiador, Ma Feibai (馬非百), publicó en 1941 una biografía completamente revisionista del Primer Emperador titulada Qin Shi Huangdi Zhuan (秦始皇帝傳). Dijo que Qin Shi Huang fue uno de los más grandes héroes de la historia china. Ma lo comparaba con el líder contemporáneo Chiang Kai-shek y vio muchos paralelismos en los recorridos y políticas de los dos hombres, siendo admirador de ambos. La expedición al norte de Chiang a finales de los años 20, que justamente precedió al nuevo gobierno nacionalista en Nankín fue comparada a la unificación llevada a cabo por Qin Shi Huang.
Con la llegada de la revolución comunista en 1949, salieron a la superficie nuevas interpretaciones. El establecimiento del nuevo régimen revolucionario significó otra revaluación del Primer Emperador, esta vez siguiendo la teoría marxista. La nueva interpretación que se daba de Qin Shi Huang era generalmente una combinación de visiones modernas y tradicionales, pero esencialmente crítica. Esto se ejemplifica en la Historia Completa de China que se compiló en septiembre de 1955 como una revisión oficial de la historia china. El trabajo describía los pasos más importantes del Primer Emperador hacia la unificación y normalización como correspondía a los intereses del grupo dominante y de la clase comerciante, no de la nación o el pueblo, y la subsecuente caída de su dinastía como una manifestación de la lucha de clases. El perenne debate de la caída de la dinastía Qin fue explicado también en términos marxistas, la rebelión de los campesinos era una revuelta contra la opresión, una revuelta que socavó la dinastía, pero que estaba destinanda a fallar a causa del compromiso con los "elementos de la clase propietaria".
Sin embargo, desde 1972, se ha dado preeminencia a una visión oficial radicalmente diferente de Qin Shi Huang. Esta nueva apreciación fue lanzada por la biografía Qin Shi Huang de Hong Shidi. El trabajo fue publicado por la imprenta estatal para ser una historia popular dirigida a las masas, y vendió 1,85 millones de copias en el periodo de dos años. En esta nueva era, se ve a Qin Shi Huang como un gobernante con visión de futuro que destruyó las fuerzas secesionistas y estableció el primer estado chino unificado y centralizado mediante el rechazo del pasado. Atributos personales, como su búsqueda de la inmortalidad, tan enfatizados en la historiografía tradicional, apenas se mencionaban. Las nuevas versiones describían como, en su tiempo (una era de gran cambio político y social), no tuvo escrúpulos en usar métodos violentos para machacar a los contrarrevolucionarios, tal como canciller "industrial y comerciante propietario de esclavos" Lu Buwei. Desafortunadamente, no fue tan minucioso como debía haber sido y después de su muerte, subversivos ocultos, bajo el liderazgo del jefe eunuco Zhao Gao, tomaron posesión del poder y lo usaron para restaurar el viejo orden feudal.
Para redondear esta revaluación, una nueva interpretación del precipitado colapso de la dinastía Qin se apoyó en un artículo titulado "Sobre la lucha de clases entre los periodos Qin y Han" por Luo Siding, en un boletín de 1974 de Bandera roja, para reemplazar la explicación previa. La nueva teoría proclamaba que la causa de la caída de Qin yacía en la ausencia de minuciosidad de Qin Shi Huang en la "dictadura sobre los reaccionarios, incluso hasta la extensión de permitirles penetrar como gusanos en los órganos de la autoridad política y usurpar puestos importantes".
En 2006, se publicó la primera biografía en castellano sobre Qin Shi Huang, titulada "El primer emperador", escrita por José Ángel Martos y editada por Aguilar.

## Miscelánea

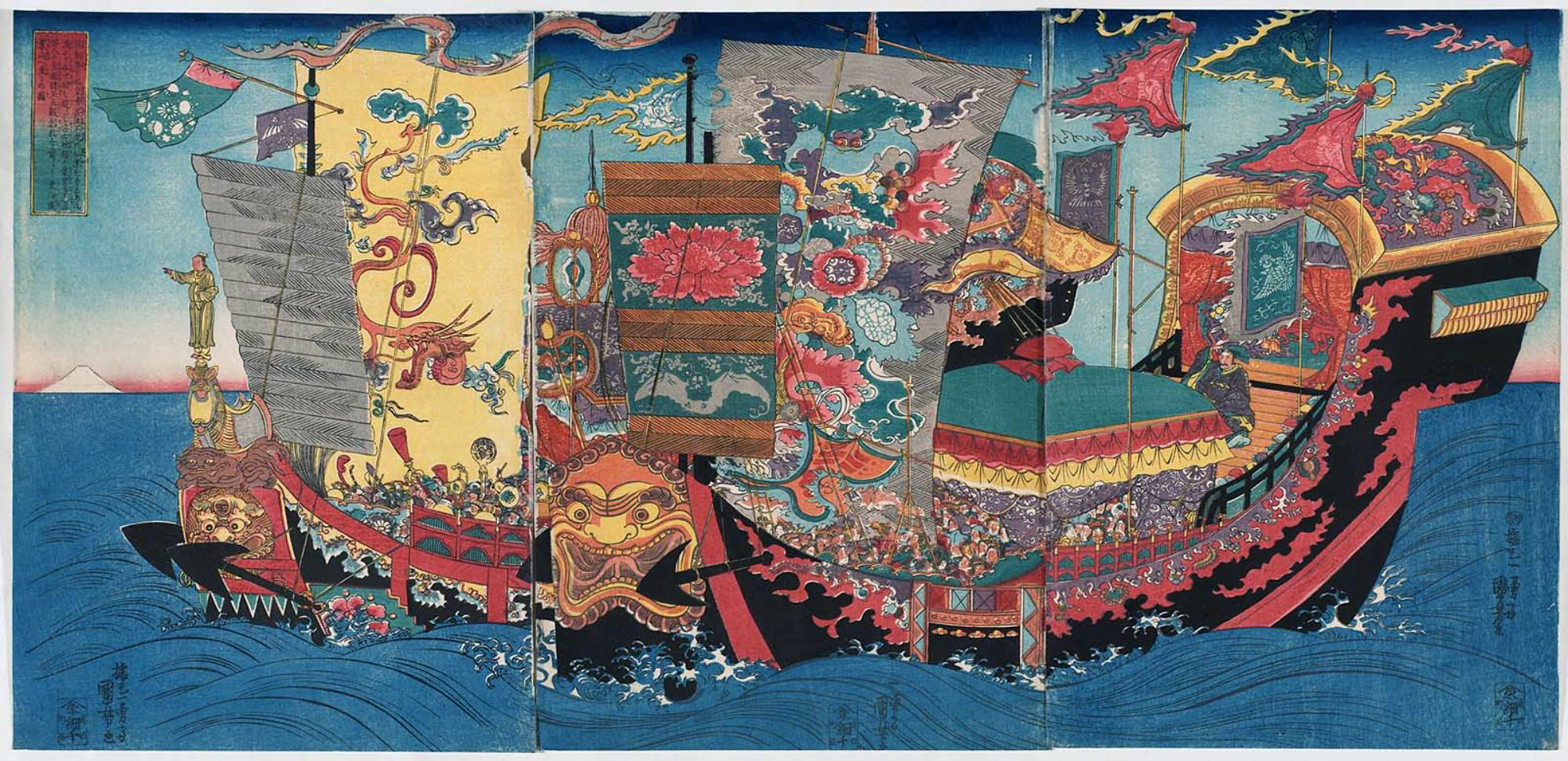
La expedición de Xu Fu que en 219 a. C. partió en busca del elixir de la vida por orden de Qin Shi Huang. Pintura japonesa del.

Se interesó en la inmortalidad y visitó la isla Zhifu. Estos hechos se convirtieron en una historia popular del emperador, contando que envió a un isleño de Zhifu, Xu Fu, como el líder religioso de barcos con cientos de hombres y mujeres jóvenes en busca de la píldora de la inmortalidad. Esta gente nunca regresó, y el mito clama que se asentaron en una de las islas japonesas.
El emperador a menudo realizaba visitas a ciudades importantes dentro de su imperio para inspeccionar la eficiencia de la burocracia y para simbolizar la presencia del prestigio de Qin (fue durante uno de esos viajes cuando murió). Sin embargo, estas salidas proporcionaban grandes oportunidades a los asesinos, el más famoso de los cuales fue Zhang Liang.
En los últimos años de su vida, después que los intentos de asesinato se repitieran demasiadas veces como para que se encontrara cómodo, se hizo más paranoico acerca de quedarse en un mismo lugar durante demasiado tiempo y contrató a sirvientes para trasladarle cada noche a dormir en diferentes edificios dentro de su complejo palaciego. También contrató a varios sosias para hacer menos claro qué persona era el emperador.

## En la actualidad
El compositor chino Tan Dun ("Crouching Tiger, Hidden Dragon") creó la ópera "The First Emperor", por un encargo de la Metropolitan Opera de New York, la cual fue estrenada el 21 de diciembre de 2006 con Plácido Domingo en el papel principal. La ópera se centra en el afán del Emperador Qin de unificar la China a través de la composición de un himno moderno. También podemos visualizar un poco la personalidad de Qin, así como parte de uno de los pasajes de su vida, en la película Héroe, dirigida por Zhang Yimou y protagonizada por Jet Li; donde a través de una serie de peleas de artes marciales y del uso del color como parte esencial de cada escena, se puede entender un poco más la percepción que el pueblo chino tenía acerca de Qin y que según la historia, distaba mucho de la realidad.
Qin Shi Huang es la inspiración del manga y anime Kingdom, donde se cuenta la historia de cómo se unificó China. Xin, el protagonista de la historia, desea convertirse en el mejor general de toda China.
Aparece como uno de los representantes de la humanidad en el manga Shuumatsu no Valkyrie contra el dios del Inframundo griego Hades.
En Fate/Grand Order aparece como un servant de la clase Ruler.